# Berlanguella scopae
Genre
Espèce
Berlanguella scopae est une espèce de nudibranches de la famille des Chromodorididae et la seule espèce du genre Berlanguella.

## Répartition
Cette espèce est endémique des îles Galápagos,.

## Habitat
Cette espèce se rencontre sur les éponges.

## Description
Berlanguella scopae peut mesurer de l'ordre de 20 mm de long pour 15 mm de large.
Le corps est aplati avec un bord irrégulier et la queue qui dépasse en arrière. Le tégument présente des sphères blanches défensives non marginales très particulières, probablement remplies de métabolites issus de la digestion.
La couleur générale du corps est blanche, crème ou brune, quelle que soit la taille, même si en général, les plus petits animaux sont plus clairs. Sur le dos, il y a quelques gros tubercules coniques dispersés, dont le sommet est décoloré et d'autres qui ressemblent aux structures glandulaires défensives. Chez cette espèce, ces structures sont soit immergées dans le manteau, soit semblent surgir de petits cratères avec plus que la moitié inférieure de la structure dans un fourreau dans le manteau. Les structures glandulaires défensives principales sont jaunes, orange ou marron, avec le sommet ocre et sont également visibles sur le ventre. Deux bandes blanches ou décolorées vont des rhinophores aux branchies. Sur le dos se trouve un fin pointillé brun superficiel, visible au stéréoscope, dont la densité est variable selon les spécimens et qui leur donne l’impression d’être sale, comme taché de sable. Il contient également de petits tubercules dispersés. 
Le pied dépasse légèrement en arrière et le bord antérieur est légèrement sillonné. La lèvre supérieure est beaucoup plus fine que la partie basse. Les tentacules oraux sont fendus en forme d'appendice. Le viscères, de couleur rose, sont visibles par transparence. Les yeux sont également visibles par transparence dans une position plutôt en retrait. Ventralement, l'animal est blanc. Les rinophores présentent neuf lamelles de couleur crème jaunâtre uniforme.
Les branchies sont unipennées et de couleur uniforme, crème ou blanchâtre. En vue dorsale, elles sont disposées en arc et dirigées vers l'arrière. Lorsque l'animal se dilate ou se rétracte, elles présentent un arrangement en deux blocs, avec une semi-ellipse dans chaque bloc, qui sont transformés en un seul plan lorsqu'ils sont complètement déployés. Leur nombre varie de 12 à 18 en fonction de la taille de l'individu.
La formule radulaire est de 74 à 84 x 36-0-36 en fonction de la taille de l'animal. Il n'y a pas de dent centrale. La taille des dents diminue sur toute la demi-rangée, bien que de manière légèrement perceptible. Toutes les dents sont unicuspides avec de petits denticules qui augmentent en nombre le long de la demi-rangée. La première dent présente 5 denticules et la dernière de 8 à 22 en fonction de la rangée. L'armure labiale est très souple et dotée de formations hexagonales aplaties d'où émergent de longs filaments constituant une sorte de brosse. Ces crocs sont apparemment flexibles et se penchent sur eux-mêmes lors de leur manipulation. La partie centrale de l'armure se plie également lorsqu'elle est ouverte.
Le système digestif présente deux longues glandes salivaires qui se rétrécissent vers l'extrémité. L'estomac est de forme triangulaire lorsqu'il est vide et presque circulaire lorsqu'il est plein. Le bulbe buccal est très gros. Chez les petits spécimens, le bulbe buccal occupe la moitié du corps, tandis que chez les plus gros il occupe le tiers.
Le cœur est très développé. La glande sanguine est unique et située derrière les nœuds cérébraux.
L'appareil génital présente un réceptacle séminal de taille similaire à celle de la glande gamétolitique (avec une sphère de couleur sombre différenciée à l'intérieur) chez les plus petits spécimens, et presque deux fois plus chez les plus grands. Le canal déférent est court et épais. Le vagin est un canal long et mince. L'ampoule est longue et recourbée sur elle-même, formant un coude. La glande vestibulaire est divisée en deux lobes épais. La glande femelle est allongée avec toutes les structures génitales disposées dans sa partie supérieure. Le pénis est non armé.

## Éthologie

### Reproduction
La ponte se présente sous la forme d'un ruban blanc, de 3 mm de haut sur 0,2 mm de large et de section rectangulaire, à l'intérieur duquel les œufs sont disposés sur une rangée qui parcourt toute la bande en zigzag, de sorte que la ponte peut contenir 23 œufs de la base à la partie la plus haute et 2 sur sa largeur. Les œufs sont à l'état de blastula et de gastrula. Leur plus grand diamètre est de 92,7 µm et les capsules ont un diamètre de 110,2 µm.

## Publication originale
- Ortea, J., Bacallado, J. J., Valdés, A. 1992. nº1 Chromodorididae (Mollusca: Nudibranchia). Resultados Cientificos de Proyecto Galápagos: Patrimonio de la Humanidad, TFMC n° l, 40 pages.

## Taxonomie
L'espèce Berlanguella scopae a été nommée et décrite par les zoologistes Jesús Ortea, Juan José Bacallado & Angel Valdés en 1992.
L'Épithète scopae provient du latin scopceurum, balai, en référence à la forme de la structure radulaire.
Le type est conservé au Muséum d'Histoire Naturelle de Ténérife (Îles Canaries).